# 国立高雄師範大学附属高等学校
国立高雄師範大学附属高等学校（こくりつたかおしはんだいがくふぞくこうとうがっこう、英: The Affiliated Senior High School of National Kaohsiung Normal University）は、高雄市苓雅区 にある高級中学。

## 校史
- 1978年、開校

## 周辺
- 国立高雄師範大学
- 高雄メトロ文化中心駅
- 高雄メトロ凱旋公園駅